# Карафа, Пьетро Луиджи
Пьетро Луиджи Карафа (итал. Pietro Luigi Carafa; 4 июля 1677, Неаполь, Неаполитанское королевство — 15 декабря 1755, Рим, Папская область) — итальянский куриальный кардинал, доктор обоих прав. Титулярный архиепископ Лариссы с 27 марта 1713 по 15 ноября 1728. Апостольский нунций в Тоскане с 20 июля 1713 по 12 апреля 1717. Секретарь Священной Конгрегации Пропаганды Веры с 12 апреля 1717 по 20 ноября 1724. Секретарь Священной Конгрегации по делам епископов и монашествующих с 20 ноября 1724 по 20 сентября 1728. Камерленго Священной Коллегии кардиналов с 11 февраля 1737 по 27 января 1738. Вице-декан Священной Коллегии кардиналов с 15 ноября 1751 по 9 апреля 1753. Декан Священной Коллегии кардиналов и Префект Священной Конгрегации Церемониала с 9 апреля 1753 по 15 декабря 1755. Кардинал-священник с 20 сентября 1728, с титулом церкви Сан-Лоренцо-ин-Панисперна с 15 ноября 1728 по 16 декабря 1737. Кардинал-священник с титулом церкви Санта-Приска с 16 декабря 1737 по 16 сентября 1740. Кардинал-епископ Альбано с 16 сентября 1740 по 15 ноября 1751. Кардинал-епископ Порто и Санта-Руфина с 15 ноября 1751 по 9 апреля 1753. Кардинал-епископ Остии и Веллетри с 9 апреля 1753 по 15 декабря 1755.